# Сануси Олуси
Сануси Олуси (англ. Sanusi Olusi) — Оба (король) Лагоса с 1928 по 1931 год. Первый Оба-мусульманин.

## Правление
Сануси Олуси был богатым торговцем, проживавшим на Бридж-стрит, 25 в Идумоте. Ещё в 1925 году он искал трона, но тогда проиграл принцу Ибикунле Акитое, сменившему изгнанного Эшугбайи Элеко. Вскоре после того, как его собственность на Бридж-стрит была приобретена британским колониальным правительством Нигерии, стало известно о смерти короля. Будучи правнуком Ологун Кутере, он был назначен королём в обход главного претендента, Эшугбайи Элеко. Собственность Сануси Олуси была приобретена правительством колонии для строительства моста Картера.

### Смещение с трона
Когда Эшугбаи Элеко по решению Тайного совета Британской империи был оправдан, губернатор «попросил» Сануси Олуси освободить замок Ига Идунганран, взамен британское колониальное правительство предоставило ему дом стоимостью 1 000 фунтов стерлингов вдоль Брод-стрит, а также ежегодное пособие в размере 400 фунтов в год. Позже экс-король получил дом в районе Оке-Арин, ныне известном как Ига Олуси, названного в его честь.

### Повторное оспаривание трона
После смерти Обы Эшугбайи Элеко в 1932 году Сануси Олуси вновь стал претендентом на трон, на этот раз его противником стал принц Фалолу Досунму. Вожди йоруба отдали предпочтение последнему, вследствие чего между Сануси Олуси и Обой Фалолу Досунму возникла некоторая напряжённость — уже в 1935 году король Фалолу выразил свой протест против властного, по его мнению, поведения Сануси Олуси: тот использовал королевские знаки отличия, действовал и одевался, как будто он действующий Оба. В ответ на этот протест Обы Фалолу губернатор Дональд Кэмерон попросил Сануси Олуси воздержаться от такого поведения.

## Смерть
Сануси Олуси умер в 1935 году и был похоронен на кладбище в Окесуне.